# Bernie Boston
Bernie Boston (Washington, 18 de Maio de 1933 – Virgínia, 22 de Janeiro de 2008) foi um fotógrafo estadunidense. Ele foi muitas vezes comnsiderado o fotógrafo "Flower Power". Faleceu em janeiro de 2008 vítima de hematologia.